# 那孩子的孩子
《那孩子的孩子》是漫畫家創作的日本漫畫作品。第47屆講談社漫畫獎少女部門得獎作品。

## 出版書籍
| 卷數 | 講談社         | 講談社                 |
| 卷數 | 發售日期       | ISBN                   |
| ---- | -------------- | ---------------------- |
| 1    | 2021年9月13日  | ISBN 978-4-06-524788-4 |
| 2    | 2022年1月13日  | ISBN 978-4-06-526435-5 |
| 3    | 2022年5月13日  | ISBN 978-4-06-527696-9 |
| 4    | 2022年9月13日  | ISBN 978-4-06-529175-7 |
| 5    | 2023年1月13日  | ISBN 978-4-06-530378-8 |
| 6    | 2023年5月12日  | ISBN 978-4-06-531727-3 |
| 7    | 2023年9月13日  | ISBN 978-4-06-532997-9 |
| 8    | 2024年3月13日  | ISBN 978-4-06-534633-4 |
| 9    | 2024年8月9日   | ISBN 978-4-06-535878-8 |
| 10   | 2024年11月13日 | ISBN 978-4-06-536711-7 |

## 電視劇
《那孩子的孩子》是由日本富士電視台於2024年6月25日至9月17日每週二播出的電視連續劇，由櫻田日和與細田佳央太雙主演。
臺灣由KKTV於2024年6月26日起獨家跟播。

### 登場人物

#### 主要人物
- 川上福〈16〉：櫻田日和
- 月島寶〈16〉：細田佳央太

#### 福的相關人物
- 矢澤望：茅島水樹[2]

福的同學、好友。
- 川上幸：野村康太[2]

福的哥哥。大學3年級。
- 沖田侑斗：橋本淳[2]

福的高中班導。
- 川上慶：野間口徹[2]

福的父親。現在在海外工作。
- 川上晴美：石田光[2]

福的母親。家庭主婦。
- 飯田智宏：河野純喜[3]

福的同學。

#### 寶的相關人物
- 笹部隼人：前田旺志郎[2]

寶在田徑部的伙伴。
- 月島直實：美村里江[2]

寶的媽媽。照服員。

### 製作團隊
- 原作：蒼井まもる『那孩子的孩子』（講談社《別冊FRIEND KC》）
- 劇本：蛭田直美
- 配樂：haruka nakamura
- 主題曲：THE BEAT GARDEN（UNIVERSAL SIGMA）[4]
- 片頭曲：Riria.（VIA / TOY'S FACTORY）[5]
- 導演：阿部羅秀伸、山浦未陽、松浦健志
- 製作人：岡光寛子、伊藤茜
- 制作協力：MEDIA PULPO
- 作：關西電視台

### 播出日程
- 8月6日因播出『2024巴黎奧運HIGHLIGHT』，而停止播放一次。

| 集數   | 播出日期 | 標題 | 導演       |
| ------ | -------- | ---- | ---------- |
| 第1話  | 6月25日  |      | 阿部羅秀伸 |
| 第2話  | 7月02日  |      | 阿部羅秀伸 |
| 第3話  | 7月09日  |      | 阿部羅秀伸 |
| 第4話  | 7月16日  |      | 山浦未陽   |
| 第5話  | 7月23日  |      | 山浦未陽   |
| 第6話  | 7月30日  |      | 阿部羅秀伸 |
| 第7話  | 8月13日  |      | 阿部羅秀伸 |
| 第8話  | 8月20日  |      | 松浦健志   |
| 第9話  | 8月27日  |      | 山浦未陽   |
| 第10話 | 9月03日  |      | 阿部羅秀伸 |
| 第11話 | 9月10日  |      | 山浦未陽   |
| 最終話 | 9月17日  |      | 阿部羅秀伸 |

## 外部連結
漫畫
- 那孩子的孩子｜別冊FRIEND｜講談社（日語）

電視劇
- 官方网站（日語）
  - 電視劇的X（前Twitter）（日語）
  - 電視劇的Instagram帳戶（日語）
  - 電視劇的TikTok（日語）

| 關西電視台・富士電視台 週二電視劇★11         | 關西電視台・富士電視台 週二電視劇★11       | 關西電視台・富士電視台 週二電視劇★11 |
| -------------------------------------------- | ------------------------------------------ | ------------------------------------ |
|                                              | 那孩子的孩子 （2024年6月25日－9月17日）    |                                      |
| 負責接送的澀谷哥哥 （2024年4月2日－6月18日） | 孤單死神的初戀 （2024年10月1日－12月17日） |                                      |